# 접이식 자전거

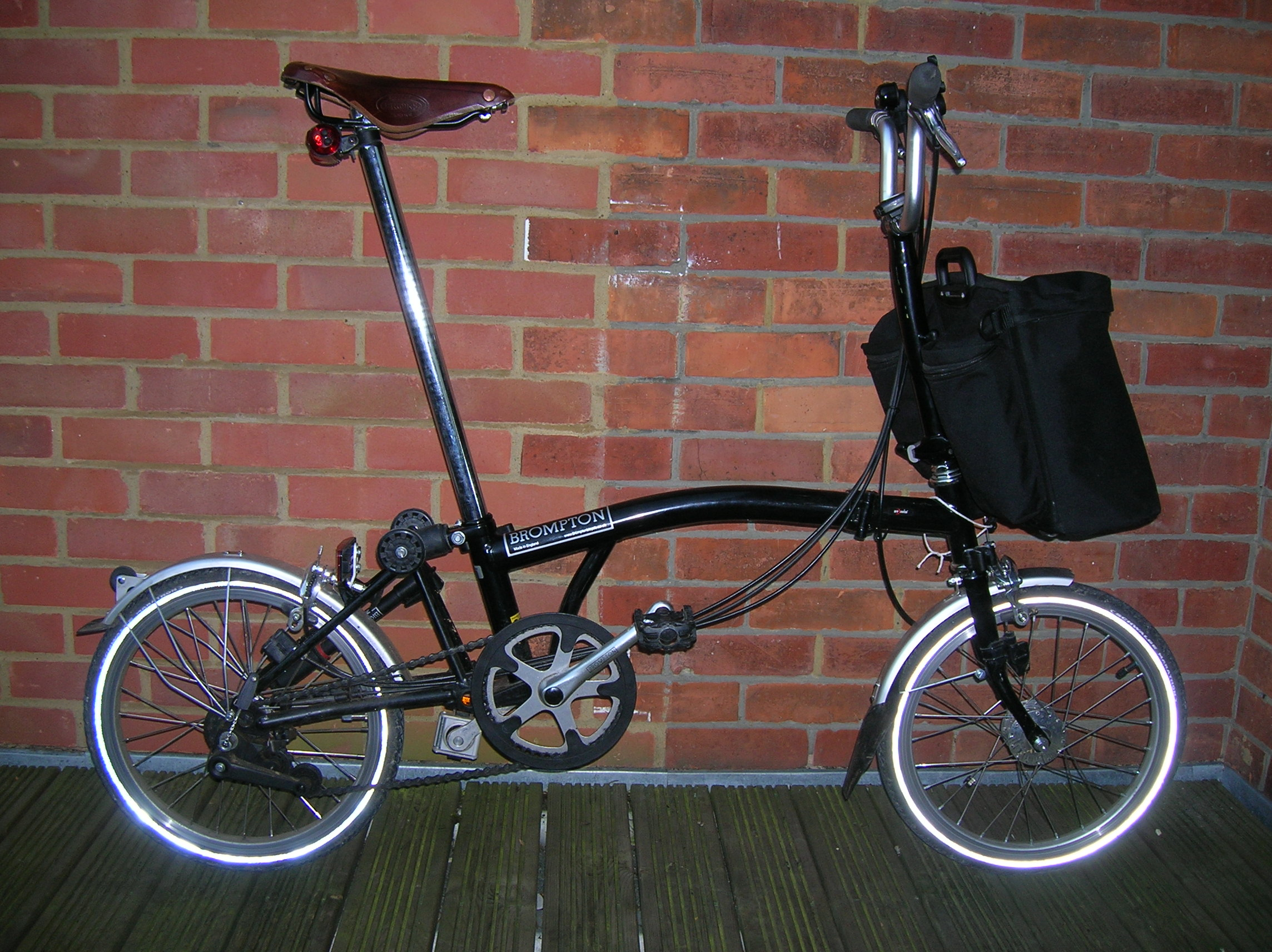
브롬톤 접이식 자전거

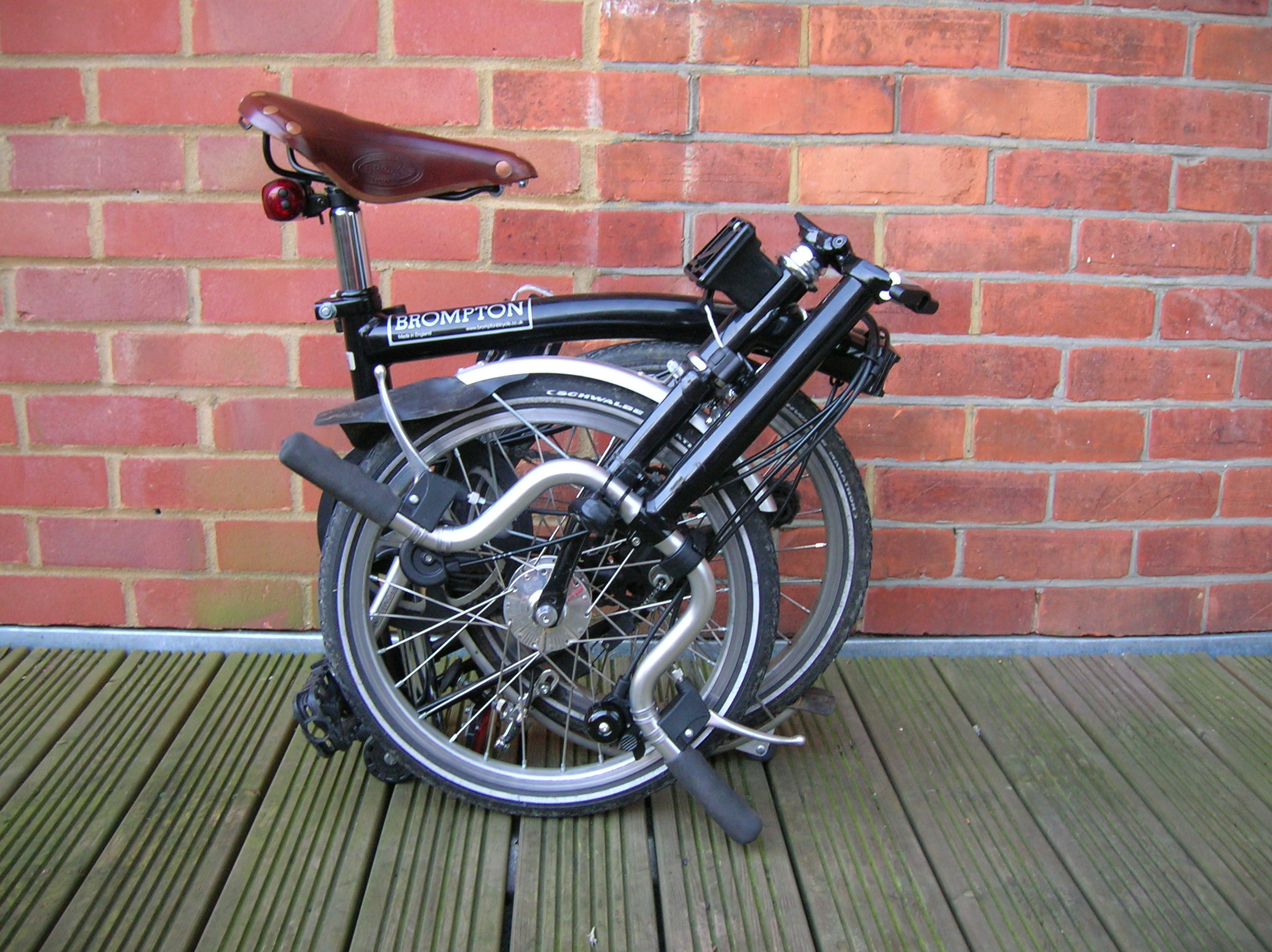
접혀진 브롬톤 자전거

접이식 자전거(Folding bicycle)는 접을 수 있는 자전거로, 여러 교통 수단과의 연계가 가능하다.

## 역사
자전거의 군사적 관심은 1890년대에 부흥하기 시작했으며 프랑스군은 접이식 자전거를 자전거 보병용으로 배치하였다.

## 같이 보기
- 미니벨로